# Kate Rock
Pour les articles homonymes, voir Rock (homonymie).
Kate Harriet Alexandra Rock, baronne Rock (née le 9 octobre 1968) est une femme politique conservatrice britannique et membre de la Chambre des lords. Anciennement vice-présidente du Parti conservateur avec une responsabilité particulière pour l'engagement des entreprises, elle est nommée pair à vie en août 2015. 

## Éducation
Elle fait ses études à l'école de Hanford, à l'école de Sherborne pour les filles et à l'école polytechnique d'Oxford, où elle obtient un BA en édition et histoire. 

## Carrière dans les affaires
Entre août 2014 et novembre 2017, elle est administrateur non exécutif et présidente du comité de rémunération d'Imagination Technologies plc (une société de haute technologie, qui a été vendue à Canyon Bridge Partners). 
Elle est également directrice non exécutive de First News (UK) Ltd, un journal national pour jeunes enfants, entre 2014 et février 2017. 
Le 1er septembre 2018, elle rejoint le Conseil d'Administration de Keller Group plc (le plus grand fournisseur mondial de solutions géotechniques) et est aujourd'hui Senior Independent Director, siégeant aux comités d'audit, de nomination, de rémunération et de santé, sécurité, environnement et qualité. 

## Carrière publique
Entre 2015 et 2016, elle est vice-présidente du Parti conservateur avec une responsabilité particulière en matière d'engagement des entreprises. 
Elle est créée baronne Rock, de Stratton dans le comté de Dorset le 15 octobre 2015. 
En 2016/2017, elle est membre parlementaire invité du St Antony's College d'Oxford. 
Entre 2017 et 2018, elle est membre du Comité spécial de la Chambre des lords sur l'Intelligence artificielle et depuis 2019, elle siège au Comité spécial de la Chambre des lords sur la science et la technologie. Elle est également membre depuis mai 2018 du comité spécial de la Chambre des lords sur l'économie rurale. 
En novembre 2018, elle est membre fondatrice du conseil d'administration du Center for Data Ethics and Innovation, un organe consultatif mis en place par le gouvernement britannique pour chercher à maximiser les avantages des technologies basées sur les données, y compris l'intelligence artificielle. 
Elle est également une ambassadrice fondatrice de «Women Supporting Women», un groupe du Prince's Trust engagé à changer la vie des jeunes femmes, et est membre du Conseil consultatif de la philanthropie du Prince's Trust. 

## Vie privée
Son mari, Caspar Rock, est directeur des investissements chez Cazenove Capital Management, la branche de gestion de fortune de Schroders au Royaume-Uni, dans les îles anglo-normandes et en Asie. 